# 劉仁之
劉 仁之（りゅう じんし、? - 544年）は、中国の北魏から東魏にかけての官僚。字は山静。河南郡洛陽県の出身。高祖父は劉羅辰。曾祖父は劉殊暉。祖父は劉求引。父は劉爾頭。

## 経歴
劉爾頭の子として生まれた。御史中尉の元昭に召されて御史となった。531年、黄門侍郎を兼ね、爾朱世隆の信任を受けた。532年、孝武帝が即位すると、仁之は著作郎となり、中書令を兼ねた。史官の任にありながら、その才能がなく、執筆をおこなわなかった。衛将軍・西兗州刺史となって出向し、声望をえた。544年、死去した。衛大将軍・吏部尚書・青州刺史の位を追贈された。諡は敬といった。

## 伝記資料
- 『魏書』巻81 列伝第69
- 『北史』巻20 列伝第8